# Mr. Bug Goes to Town
Mr. Bug Goes to Town (también conocido como Bugville o Hoppity Goes to Town) es un largometraje animado estadounidense en Technicolor producido por Fleischer Studios, presentado por Paramount Pictures el 5 de diciembre de 1941 y estrenado en California y Nueva York en febrero de 1942. Originalmente, la película estaba destinada a ser una adaptación de La Vie des Abeilles de Maurice Maeterlinck, pero no se pudieron conseguir los derechos o, más correctamente, Paramount no estaba dispuesta a comprárselos a Samuel Goldwyn. En cambio, diseñaron y elaboraron una historia moderna original inspirada libremente en el libro.
La película fue producida por Max Fleischer y dirigida por Dave Fleischer. Incluye las canciones: "We're the Couple in the Castle", "Katy Did, Katy Didn't", "I'll Dance at Your Wedding (Honey Dear)", de Hoagy Carmichael y Frank Loesser, y "Boy Oh Boy" de Sammy Timberg y Loesser.

## Argumento
Hoppity Grasshopper, después de un período ausente, regresa a Manhattan, Nueva York. Allí, descubre que no todo es como cuando se fue y sus amigos insectos, que viven en las "Tierras Bajas" en el jardín de un lindo bungaló perteneciente al desafortunado compositor Dick Dickens y su esposa Mary, ahora están amenazados por los "humanos" que pisotean el césped o dejan caer colillas sobre el mismo, usando la valla rota como atajo.
Las casas de los insectos están siendo aplanadas o quemadas por colillas de cigarros desechadas. El viejo Sr. Bumble Abejorro y su hermosa hija Honey (la novia de Hoppity) están en grave peligro de perder su tienda a causa de esta amenaza. Para agravar sus problemas, el retorcido insecto magnate C. Bagley Escarabajo tiene intereses románticos por Honey y, con la ayuda de sus secuaces Swat Mosca y Smack Mosquito, tiene planes para hacer que Honey se case con él y eliminar a Hoppity.